# Johannes Tropfke

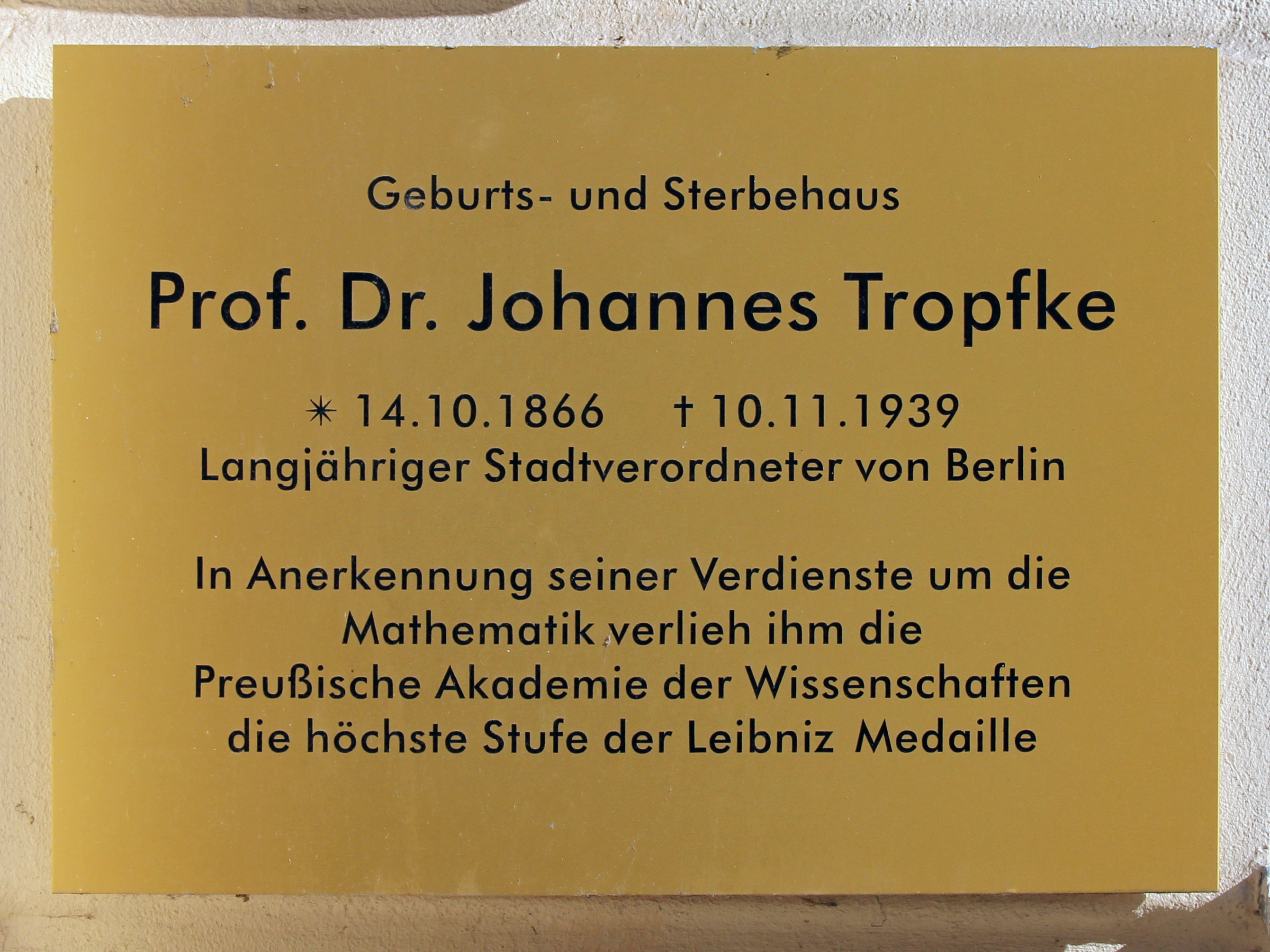
Minnestavla på huset i vilket Tropfke föddes och dog, Marienstraße 14, Berlin-Mitte

Johannes Tropfke, född den 14 oktober 1866 i Berlin och död där den 10 november 1939, var en tysk matematiker och lärare. Han sysslade företrädesvis med matematikens historia och är främst känd för Geschichte der Elementarmathematik ("Den elementära matematikens historia") i sju band. 
Tropfke lade 1889 fram sin doktorsavhandling Zur Darstellung des elliptischen Integrales erster Gattung vid Universitetet i Halle. Han tilldelades Leibniz-medaljen i silver av Preussiska vetenskapsakademien 1939.

## Geschichte der Elementarmathematik
Första upplagan av ''Geschichte der Elementarmathematik: In systematischer Darstellung, mit besonderer Berücksichtigung der Fachwörter gavs ut 1902-1903 och bestod av två band: Volym 1, Volym 2.
Andra upplagan, utgiven 1921-1924, bestod av sju band och till denna bidrog även Gustaf Eneström, Julius Ruska och Heinrich Wieleitner.
Under 1930-talet påböjade han en tredje upplaga och hann med tre band innan sin död. Det fjärde bandet färdigställdes av Kurt Vogel 1940.
En fjärde upplaga, bearbetad av Kurt Vogel, Karin Reich och Helmuth Gericke, gavs ut under 1980-talet.

### Delar[4]
- Volym 1 Räkning
- Volym 2 Allmän aritmetik
- Volym 3 Proportioner, ekvationer
- Volym 4 Plangeometri
- Volym 5 I: Plan trigonometri. II: Sfärisk trigonometri
- Volym 6 Analys, analytisk geometri
- Volym 7 Stereometri, förteckningar